# Résistance algérienne
Résistance algérienne (en arabe : المقاومة الجزائرية), soit El-Mouqawama El-Djazaïria est un journal algérien, organe officiel de communication du Front de libération nationale, publié en arabe et en français dans les premières années de la guerre de libération nationale, du 15 octobre 1955 au 15 juillet 1957. Il a été remplacé en 1956 par El Moudjahid en tant qu'organe officiel et définitivement absorbé en 1957.

## Histoire

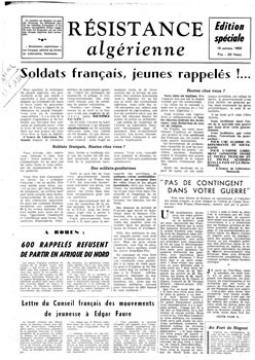
Résistance algérienne no 1 édition B (22 octobre 1955)

Après le déclenchement de l'insurrection du 1er novembre 1954, le FLN se trouve confronté à la propagande des autorités coloniales, la force de frappe de la presse colonialiste et les mesures de censure mise en place. En effet, les rares journaux qui sympathisaient avec le combat d'indépendance sont rapidement interdits comme Alger républicain (proche du PCA) en septembre 1955 et El Baçaïr (hebdomadaire de l'Association des oulémas musulmans algériens) en avril 1956.
Le FLN doit trouver le moyen de s'adresser à la population algérienne et à l'opinion internationale, pour se faire connaître et diffuser l'information sur les objectifs de son combat.
Résistance algérienne est alors fondé en octobre 1955. Une édition spéciale paraît le 15 octobre 1955 et le no 1, le 22 octobre. Le titre était disponible en 2 langues (arabe : المقاومة الجزائرية et français : Résistance algérienne) et 3 éditions :
- édition A : Paris, France
- édition B : Tétouan, Maroc
- édition C : Tunis, Tunisie

Le CCE, issu du Congrès de la Soummam (20 août 1956), décide de faire du journal El Moudjahid l'organe officiel de communication du Front de libération nationale (FLN) et de la Révolution. Les 2 journaux sont publiés en parallèle puis Résistance algérienne est définitivement absorbé par El Moudjahid en 1957.

## Rédaction

### Edition marocaine
- Mohamed Boudiaf et Ali Haroun

### Edition tunisienne
- Responsable : Abderrezak Chentouf (avocat)
- Rédacteurs : Mohamed El Mili et Mohamed Salah Seddik
- Secrétaire de rédaction et impression : Lamine Bechichi

### Edition parisienne
- Salah Louanchi et Jean Sénac

## Galerie

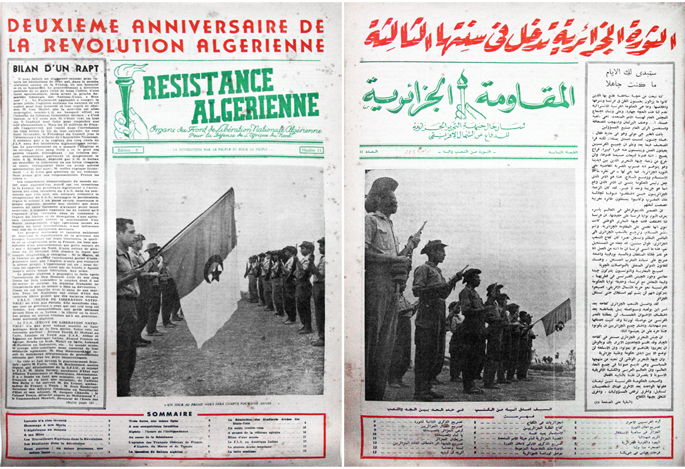
Résistance algérienne no 11 (éditions en français et en arabe)